# Football Club Femminile Como 2000 1999-2000
Questa pagina raccoglie i dati riguardanti il Football Club Femminile Como 2000 nella stagione 1999-2000.

## Organico

### Rosa
| N. |                   | Ruolo | Calciatrice       |
| -- | ----------------- | ----- | ----------------- |
|    | Italia (bandiera) | P     | Michela Lambrughi |
|    | Italia (bandiera) | P     | Michela Oriolo    |
|    | Italia (bandiera) | P     | Paola Radice      |
|    | Italia (bandiera) | D     | Pamela Campisano  |
|    | Italia (bandiera) | D     | Elena Cecchetto   |
|    | Italia (bandiera) | D     | Monica Citterio   |
|    | Italia (bandiera) | D     | Ada Motti         |
|    | Italia (bandiera) | D     | Lucia Motti       |
|    | Italia (bandiera) | D     | Michela Roncaglio |
|    | Italia (bandiera) | C     | Sabrina Bonanata  |
|    | Italia (bandiera) | C     | Cristina Lauriana |
|    | Italia (bandiera) | C     | Carla Lucini      |

| N. |                   | Ruolo | Calciatrice        |
| -- | ----------------- | ----- | ------------------ |
|    | Italia (bandiera) | C     | Simona Mazzoni     |
|    | Italia (bandiera) | C     | Laura Pagani       |
|    | Italia (bandiera) | C     | Michela Pellizzoni |
|    | Italia (bandiera) | C     | Ilenia Prati       |
|    | Italia (bandiera) | C     | Barbara Testa      |
|    | Italia (bandiera) | A     | Paola Brumana      |
|    | Italia (bandiera) | A     | Monica Carminati   |
|    | Italia (bandiera) | A     | Monica Mancini     |
|    | Italia (bandiera) | A     | Michela Oriolo     |
|    | Italia (bandiera) | A     | Ilenia Laura Perin |
|    | Italia (bandiera) | A     | Silvia Regalini    |
|    | Italia (bandiera) | A     | Alessandra Vismara |

### Statistiche delle calciatrici
| Giocatore     | Campionato | Campionato |
| Giocatore     | Pres       | Gol        |
| ------------- | ---------- | ---------- |
| S. Bonanata   | 19         | 2          |
| P. Brumana    | 24         | 23         |
| P. Campisano  | 21         | -          |
| M. Carminati  | 22         | 7          |
| E. Cecchetto  | 21         | -          |
| G. Franken    | 2          | -          |
| M. Lambrughi  | 4          | -          |
| C. Lauriana   | 3          | -          |
| C. Lucini     | 15         | 2          |
| M. Mancini    | 22         | 15         |
| S. Mazzoni    | 23         | 3          |
| A. Motti      | 17         | -          |
| L. Motti      | 22         | 1          |
| L. Pagani     | 7          | -          |
| M. Pellizzoni | 22         | 4          |
| I.L. Perin    | 4          | 1          |
| I. Prati      | 21         | 2          |
| P. Radice     | 21         | -          |
| S. Regalini   | 24         | 12         |
| M. Roncaglio  | 1          | -          |
| B. Testa      | 22         | -          |

### Staff tecnico
| Allenatore:           | Luigino Mosconi |
| Preparatore atletico: | David Billi     |
| Medico sportivo:      | Alberto Prata   |
| Massaggiatrice:       | Pia Bianchi     |